# 確率論理
確率論理（かくりつろんり、Probabilistic logic）は、確率論と演繹論理を組み合わせて不確実性を取り扱う学問。確率論理では、これまでの真理値表は確率表現により拡張される。

## 提案されているもの
確率論理に関して多くの提案がなされている。
- 「確率論理」という言葉は、1986年にNils Nilssonより出された論文[1]のなかで初めて使用された。 ここで提案されている意味論的一般化から確率論的論理包含が導かれ、全命題の確率が0か1である場合、通常の論理包含へと還元される。 この一般化は、有限個の命題の一貫性が保たれうるどのような論理体系にも適用される。

- en:probabilistic argumentation理論[2][3]では、確率は直接論理命題に付与されていない。 代わりに命題に含まれる変数 {\displaystyle V}の部分集合 {\displaystyle W} が、対応するsub-en:σ-algebra上に確率空間を定義すると仮定する。ここから変数{\displaystyle V}に関して2つの確率測度が導かれる。ひとつはdegree of support、もうひとつはdegree of possibilityである。 Degrees of support は非加法的なprobabilities of provabilityとみなすことが出来、({\displaystyle V=\{\}}に関する)通常の論理包含および ({\displaystyle V=W}に関する)古典的事後確率 の概念を一般化する。 数学的に、この考察はen:Dempster-Shafer theoryと同一である。

## 応用範囲
- en:Argumentation theory
- 人工知能
- バイオインフォマティクス
- en:Formal epistemology
- ゲーム理論
- 科学哲学
- 心理学
- 統計学